# Гори
Вижте пояснителната страница за други значения на Гори.
Гори (на грузински: გორი) е град в Грузия и към 2014 г. има население 48 143 жители. Разположен е в полите на Кавказ на мястото на вливането на река Лиахви в Кура. Градът има надморска височина от 588 м и се намира на 88 км западно от столицата Тбилиси. Гори е известен като родното място на съветския лидер Сталин.

## История
Според археологически и нумизматични находки Гори е бил населен още от Античността. За първи път се споменава през 8 век, като по времето на грузинския цар Давид Строителя Гори е разширен и облагороден.
При избухването на Балканската война 2 души от Гори са доброволци в Македоно-одринското опълчение.
По време на голямото земетресение от 1920 година градът претърпява големи разрушения. По време на войната в Южна Осетия през лятото на 2008 година градът е бомбардиран и впоследствие окупиран от руската армия.

## Известни личности
Родени в Гори
- Кеке Геладзе (1858 – 1937), майка на Сталин
- Мераб Мамардашвили (1930 – 1990), философ
- Йосиф Сталин (1879 – 1953), политик
- Сулхан Цинцадзе (1925 – 1991), композитор